# Lâm Quốc Cường
 Lâm Quốc Cường  (sinh ngày 6 tháng 2 năm 1978) là một nhạc sĩ Việt Nam. Anh là tác giả ca khúc hit Rock Sài Gòn được trình bày bởi nhóm nhạc MTV. Các tác phẩm tiêu biểu khác của anh cũng được nhiều khán giả yêu mến là Trọn đời yêu em (Ca sĩ Lam Trường), Còn mãi niềm đau (Ca sĩ Hồ Quỳnh Hương), Hãy sống vì hòa bình (Nhóm MTV)... Năm 2001, ca khúc Trọn đời yêu em của anh được các ca sĩ Sỹ Đan và Vũ Tuấn Đức chọn hát trong chương trình DVD ASIA 33 - Nét đẹp Phương Đông do Trung Tâm Asia Entertainment phát hành.

## Tiểu sử
Lâm Quốc Cường sinh ra và lớn lên tại Thành phố Hồ Chí Minh. Anh đam mê âm nhạc và có khiếu sáng tác từ nhỏ. Mẹ nhạc sĩ Lâm Quốc Cường là ca sĩ Ellen Ngọc Vân (tên thường gọi là Ngọc Vân). Mẹ anh là thành viên Ngọc Vân trong nhóm bộ ba Tam Vân (Ngọc Vân - Bích Vân - Phước Vân) được dìu dắt bởi nhạc sĩ Nguyễn Đức (tên thường gọi là Anh Hai) nổi tiếng tại Sài Gòn vào những năm 1960. Lâm Quốc Cường làm quen với cây đàn guitar từ năm học lớp 6 do người thầy dạy nhạc cũng chính là cậu ruột của anh chỉ dạy.
Năm 1997, khi đang là sinh viên năm thứ nhất đại học, Lâm Quốc Cường tham gia cuộc thi sáng tác ca khúc viết bằng tiếng Anh "Song Composition Contest 1997" do Thời Báo Kinh Tế Sài Gòn, Tuần báo Saigon Times Weekly tổ chức và tác phẩm dự thi của anh đã đạt giải 2 (không có giải nhất) chung cuộc. Sau cuộc thi, Lâm Quốc Cường được nhạc sĩ Bảo Chấn đỡ đầu và lần lượt giới thiệu các sáng tác của anh đến với công chúng qua tiếng hát của các ca sĩ Xuân Phú, Quang Minh, Tam ca Con Gái, Hồng Hạnh…
Năm 2005, Lâm Quốc Cường có 2 ca khúc được ca sĩ Lam Trường chọn để phát hành trong album Vol.5 "Khi em ra đi" là Trọn đời yêu em và Còn mãi niềm đau.
Năm 2007, ca khúc Còn mãi niềm đau của Lâm Quốc Cường được ca sĩ Hồ Quỳnh Hương chọn để phát hành trong album "Non-stop". Và cũng trong năm này, Lâm Quốc Cường có 2 ca khúc được nhóm nhạc MTV chọn để phát hành trong album Vol.5 "Thời Gian" là Rock Sài Gòn và Hãy sống vì hòa bình.
Sau sự hợp tác thành công trong album Vol.5 "Khi em ra đi", ca sĩ Lam Trường tiếp tục chọn các sáng tác của Lâm Quốc Cường để phát hành trong các album tiếp theo của mình như Anh luôn chờ mong (Album Vol.10 "Chuyện hôm qua"), Muốn nói yêu em, Cám ơn em (Album Vol.12 "Con đường tình yêu")...
Năm 2011, Lâm Quốc Cường giữ vai trò là nhạc sĩ sáng tác ca khúc chủ đề Mong đợi một ngày vui cho chương trình cùng tên. Chương trình "Mong Đợi Một Ngày Vui" do đài truyền hình HTV kết hợp cùng công ty Vi Phim tổ chức sản xuất là chương trình truyền hình thực tế mang nhiều ý nghĩa nhân văn sâu sắc, vun đắp tình yêu cho các cặp đôi có hoàn cảnh khó khăn trên con đường xây dựng hạnh phúc cho riêng mình. Chương trình được phát sóng trên kênh HTV7, vào lúc 21g thứ hai hằng tuần...
Năm 2015, Lâm Quốc Cường tham gia biểu diễn và trả lời phỏng vấn trong chương trình Tình ca Việt, Hà Nội - Huế - Sài Gòn do đài truyền hình Vĩnh Long sản xuất và phát sóng trên kênh truyền hình Vĩnh Long 1. Đây là lần biểu diễn đầu tiên của Lâm Quốc Cường với nhóm MTV trên sóng truyền hình. Trong chương trình, khán giả được nghe Lâm Quốc Cường chia sẻ về ý nghĩa và hoàn cảnh sáng tác ca khúc Rock Sài Gòn cũng như được nghe ca sĩ Lê Minh chia sẻ những kỷ niệm về ca khúc này đã đồng hành cùng MTV trong suốt chặng đường thành công khi trở thành bài hát quốc dân của nhóm.
Năm 2017, Lâm Quốc Cường phát hành single album Vol.1 "Ồ ú ô…anh yêu em" trên hệ thống trang âm nhạc Zing Mp3. Single gồm 3 bài hát "Ồ ú ô... anh yêu em", "Chinh phục trái tim em_How to win your heart", "Ngọt ngào và ấm áp" được trình bày theo phong cách Acoustic Pop nhẹ nhàng.
Năm 2018, Lâm Quốc Cường tham gia với vai trò là nhạc sĩ khách mời trong chương trình Trà đá cùng Bolero do Báo Thanh Niên độc quyền sản xuất. Lâm Quốc Cường được biết đến là một nhạc sĩ có nhiều sáng tác được các ca sĩ chọn khi muốn thể hiện những giai điệu mạnh mẽ của rock xuất hiện trong các sản phẩm âm nhạc của mình như ca sĩ Lam Trường, MTV, Thiên Vương… Trong chương trình, Lâm Quốc Cường chia sẻ về tình yêu của mình dành cho nhạc rock nhưng anh cũng rất thần tượng và học hỏi được rất nhiều từ các nhạc sĩ tiền bối của dòng nhạc Bolero về cảm xúc sáng tác cũng như cách xử lý ca từ trong sáng tác ca khúc.
Ngoài vai trò là nhạc sĩ sáng tác ca khúc, Lâm Quốc Cường còn là nghệ sĩ guitar, nhạc sĩ hoà âm phối khí và là nhà sản xuất âm nhạc tại TP. Hồ Chí Minh. Các ca sĩ từng cộng tác và sử dụng các tác phẩm của anh là Lam Trường, Hồ Quỳnh Hương, MTV, Hồng Hạnh, Sỹ Đan, Đoàn Phi, Xuân Phú, Quang Minh, Tuấn Phương, Tam ca Con Gái, Thiên Vương, V. Music...

## Nhạc phẩm
- Anh luôn chờ mong (Lam Trường)
- Bên nhau thật gần (Lam Trường)
- Bên em tuyệt vời (Tuấn Phương)
- Cám ơn em (Lam Trường)
- Chinh phục trái tim em (How to win your heart) (Lâm Quốc Cường)
- Còn mãi niềm đau (Lam Trường, Hồ Quỳnh Hương)
- Đêm mưa (Xuân Phú, Hồng Hạnh)
- Giá như em ở đây (Đình Tú)
- Hãy sống vì hòa bình (Nhóm MTV)
- Hoài niệm một tình yêu (Đình Tú)
- Mong đợi một ngày vui (Lam Trường)
- Muốn nói yêu em (Lam Trường)
- Ngọt ngào và ấm áp (Lâm Quốc Cường)
- Nhớ về anh (Quang Minh)
- Ồ ú ô anh yêu em (Lâm Quốc Cường)
- Rock Sài Gòn (Nhóm MTV, V.Music)
- Rock với tôi (Rock with me) (Thiên Vương)
- Tình em gió bay (Tam ca Con Gái)
- Tình lãng quên (Quang Minh)
- Trọn đời yêu em (Lam Trường, Xuân Phú, Sỹ Đan & Vũ Tuấn Đức, Đoàn Phi)

## Danh sách đĩa nhạc
Album Phòng thu
- Ồ ú ô... anh yêu em (2017)

## Gia đình
Đồng hành cùng nhạc sĩ Lâm Quốc Cường trong suốt hành trình âm nhạc là người vợ hiền Mai Thị Thúy Ái. Vợ nhạc sĩ Lâm Quốc Cường công tác tại Ngân hàng VietinBank. Hai anh chị kết hôn vào năm 2009